# Tap Mun
Tap Mun (Chinees: 塔門), ook bekend als Graseiland (Engels: Grass Island) is een Chinees eiland gelegen in Hongkong, in het noordoostelijke deel van het gebied tussen Tai Pang Wan en North Channel. De oppervlakte van het eiland is 1.69 km². Bestuurlijk gezien is Tap Mun een onderdeel van het Tai Po District. Er wonen ongeveer honderd mensen op het eiland.

## Demografie
Op haar hoogtepunt had Tap Mun 2000 inwoners. Echter verhuisde er veel mensen naar de steden in Hongkong. Nu hebben diverse inwoners een winkel of restaurant voor lokale toeristen die naar het eiland komen. De dorpelingen zijn meestal boeren, handelaren of vissers. Het aantal vissers is de laatste jaren gedaald omdat families ervoor gekozen hebben om te werken in de stad. Te wijten aan de afname van de bevolking is de laatste school op het eiland recentelijk gesloten.

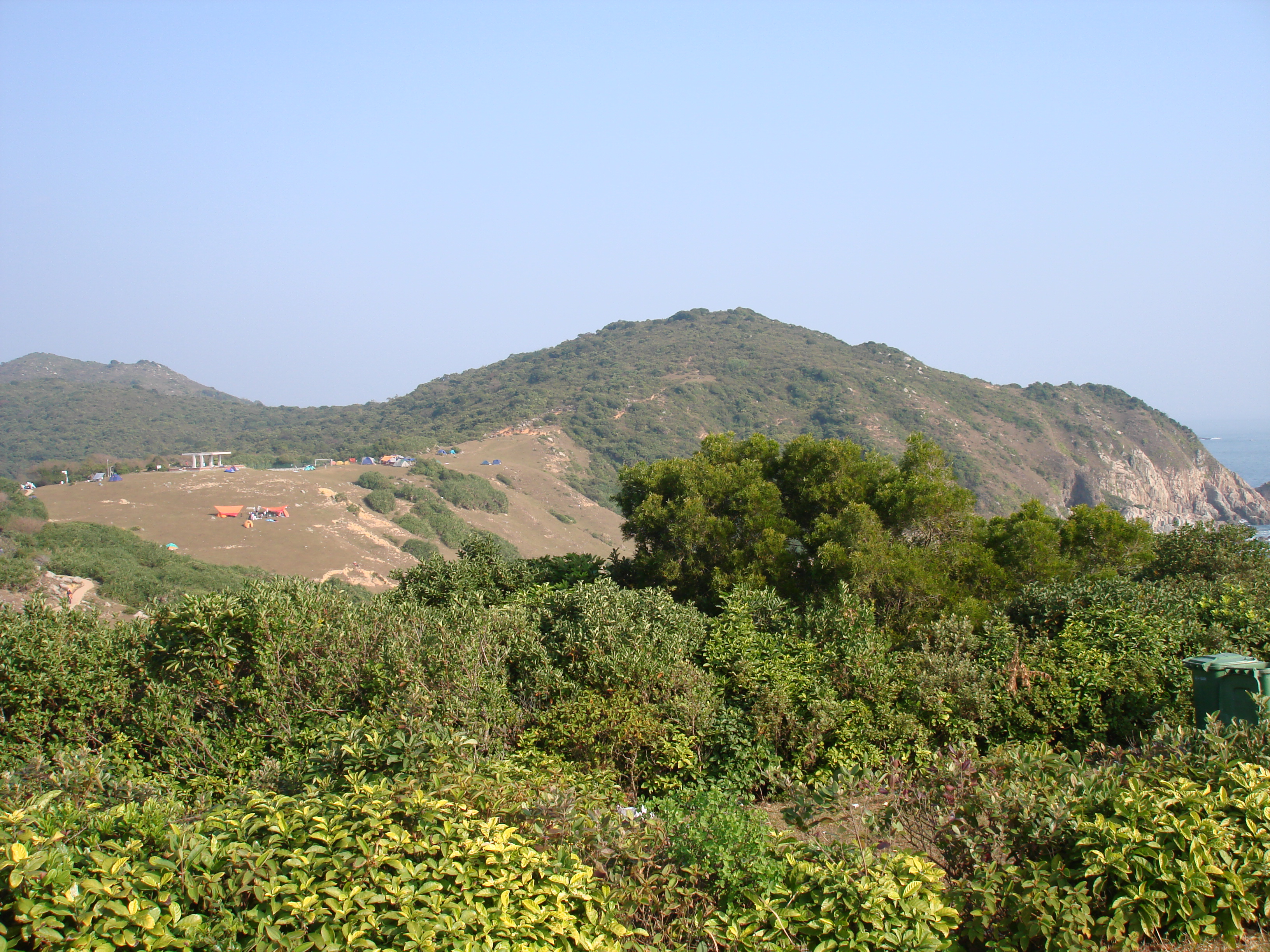
Uitzicht vanaf een heuvel Tap Mun
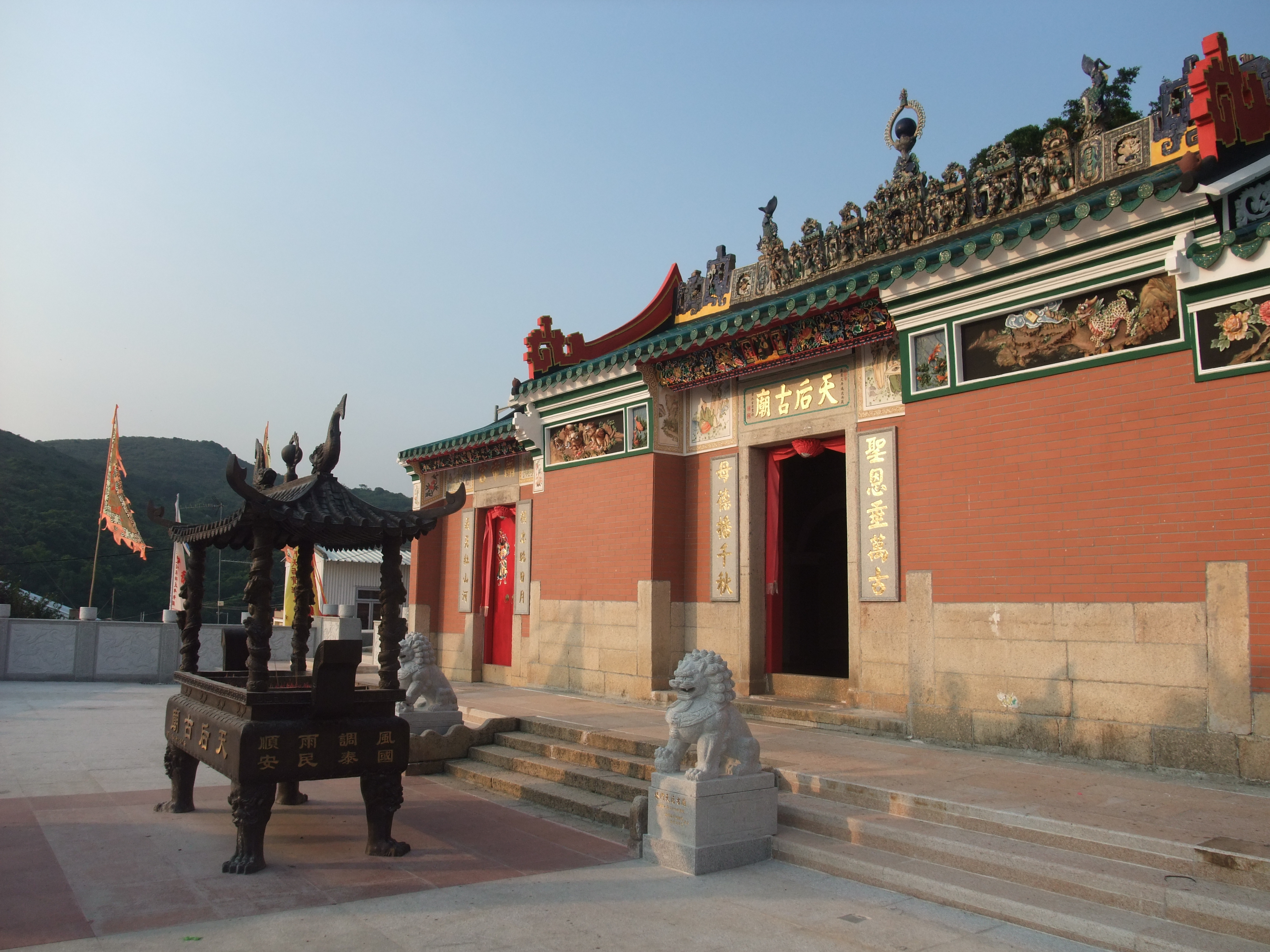
Een van de twee Tin Hau tempels op het eiland, gewijd aan de godin Tin Hau
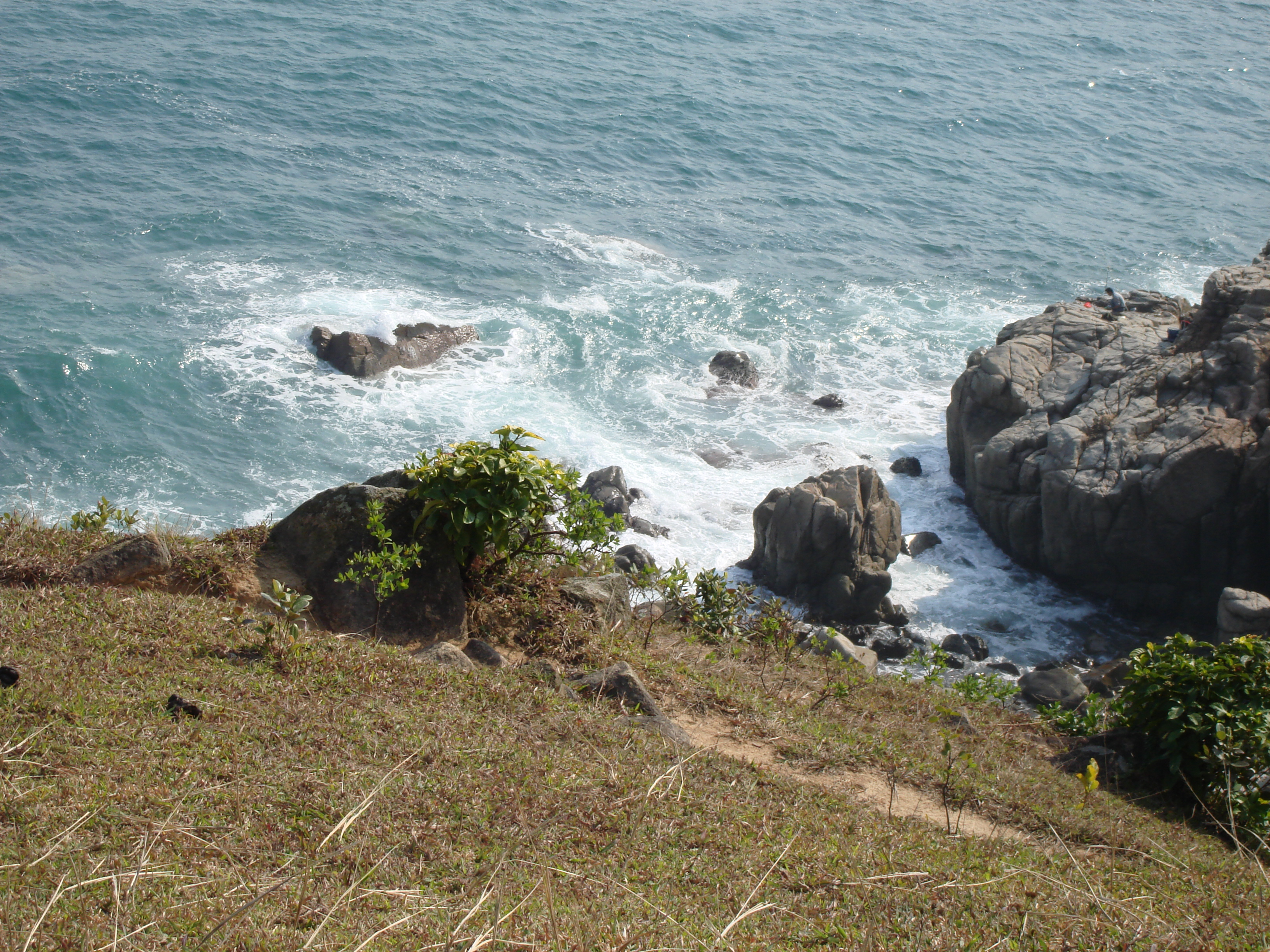
Een onverhard pad aan de rand van een klif op het eiland Tap Mun
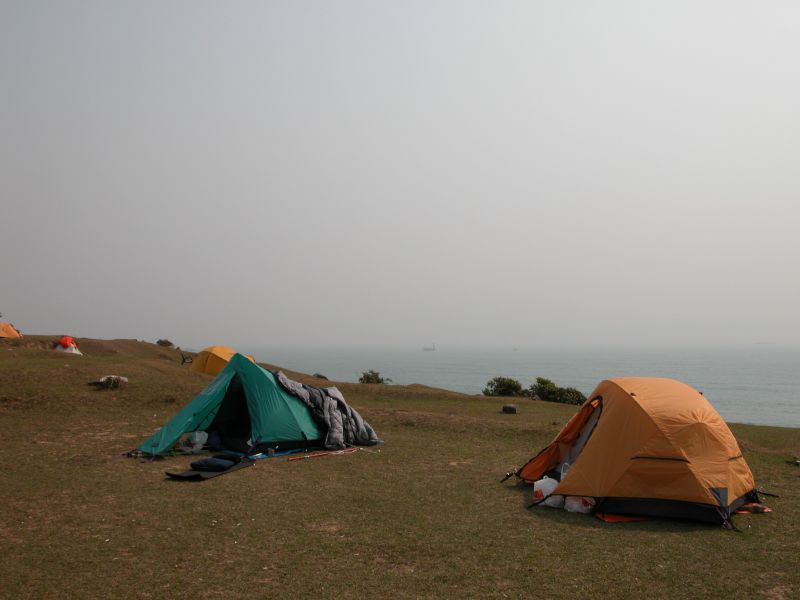
Diverse tenten op de enige camping van het eiland